# تسرانوو
تسرانوو (به لهستانی:  Ceranów) یک روستا در لهستان است که در گمینا تسرانوو واقع شده‌است. تسرانوو ۸۱۰ نفر جمعیت دارد.